# حاكم المطيري
حاكم عبيسان الحميدي عبيسان المطيري ولد في الكويت بتاريخ 7 نوفمبر 1964، أستاذ التفسير والحديث في كلية الشريعة بجامعة الكويت فقيه محدث وكاتب ومفكر إسلامي وناشط سياسي له العديد من الكتب والبحوث والمقالات الشرعية التي تهتم بالشأن السياسي، وسبق له أن شغل منصب أمين عام الحركة السلفية في الكويت وحزب الأمة الذي شارك في تأسيسه، وهو الأمين العام لمؤتمر الأمة، ورئيس حزب الأمة الكويتي.

## العمل السياسي
- المنسق العام لمؤتمر الأمة حتى 2015.
- الأمين العام لمؤتمر الأمة من 28 فبراير 2015 حتى الآن.
- الأمين العام للحركة السلفية 2000–2005.
- الأمين العام لحزب الأمة الكويتي 2005–2008، ثم نائبًا للرئيس، ليُصبح رئيسًا للحزب حتى الآن.
- عضو مجلس أمناء الحملة العالمية لمقاومة العدوان وعضو الإدارة التنفيذية.
- عضو رابطة علماء الخليج العربي.
- عضو مؤسس في جمعية الكرامة لحقوق الإنسان.
- عضو مؤسس المنظمة العربية للحريات والحكم الراشد.

## الشهادات الحاصل عليها
- حاصل على الإجازة الجامعية من كلية الشريعة والدراسات الإسلامية بجامعة الكويت سنة 1989م بتقدير ممتاز مع مرتبة الشرف.
- حاصل على درجة الماجستير بتقدير ممتاز من قسم الكتاب والسنة في كلية الشريعة وأصول الدين بجامعة أم القرى بمكة المكرمة سنة 1995م عن أطروحته (الاختلاف على الراوي وأثره على الروايات والرواة).
- حاصل على دكتوراه فلسفة من قسم الدراسات الإسلامية بجامعة برمنغهام بإنجلترا سنة 2000م عن أطروحته (تحقيق كتاب إحكام الذريعة إلى أحكام الشريعة للسرمري الحنبلي مع دراسة شبهات المستشرقين حول السنة النبوية ومناقشتها).
- حاصل على الدكتوراه من جامعة القروين بفاس المغرب قسم الفقه تخصص فقه المعاملات سنة 2006 م عن أطروحته (تحقيق كتاب مختصر النهاية والتمام لمحمد بن هارون الكناني) بدرجة مشرف جدا.
- عمل أستاذا بقسم التفسير والحديث في كلية الشريعة بجامعة الكويت.

## شيوخه

### في الكويت
- الشيخ محمد بن سليمان بن عبد الله الجراح الفقيه الفرضي الحنبلي وقد درس عليه كتاب (منار السبيل) في الفقه الحنبلي من أوائله إلى كتاب القضاء والشهادات مع فوت يسير وكتاب (شرح غاية المنتهى) في الفقه الحنبلي من أوائله إلى أواخر كتاب الزكاة حيث توقف الشيخ عن الدرس ودخل المستشفى وتوفي بعد أسبوعين وذلك سنة 1996م وله أربع وتسعون سنة.
- الشيخ محمد بن سليمان بن عبد الله الأشقر الفقيه الأصولي الحنبلي ودرس عليه كتاب (نيل المآرب بشرح دليل الطالب) في الفقه الحنبلي من أوائله إلى كتاب الوقف سنة 1986م وكتاب (الواضح في أصول الفقه) للشيخ الأشقر.
- الشيخ عجيل النشمي الفقيه الأصولي ودرس عليه مقدمة في أصول الفقه ومادة أصول الفقه من كتاب أصول الفقه للشيخ زكي الدين شعبان أثناء الدراسة الجامعية.
- الشيخ عبد الرحمن بن عبد الخالق الفقيه المفسر ودرس عليه كتاب البيوع من (منار السبيل) وقطعة من التفسير من كتاب ابن كثير كما قرأ عليه كتابه في أصول الفقه كاملا.
- الشيخ إبراهيم بن سليمان بن عبد الله الجراح الفقيه والأديب الحنبلي المعمر وقرأ عليه منظومة في القواعد الفقهية ومصطلح الحديث.
- الشيخ يوسف محمد صديق المحدث السوداني نزيل مكة ودرس عليه أثناء الدراسة الجامعية مصطلح الحديث وقطعة من صحيح مسلم بشرح النووي وأجازه برواية علوم الحديث للحافظ ابن الصلاح والكتب الستة (صحيح البخاري وصحيح مسلم وسنن أبي داوود وجامع الترمذي وسنن ابن ماجة والنسائي) وسبل السلام لصنعاني وهو يروي الكتب الستة عن شيخه العلامة محمد المختار الشنقيطي المدني.
- الشيخ حسن فرحات ودرس عليه قواعد في علم التفسير ومناهج المفسرين.
- الأستاذ عبد العال مكرم سالم العلامة المحقق النحوي اللغوي ودرس عليه كتابه في النحو وقطعة من الأشباه والنظائر في النحو للسيوطي بتحقيقه.
- الأستاذ أحمد فوزي الهيب اللغوي العروضي ودرس عليه علم البلاغة كاملا (المعاني والبيان والبديع) من كتاب تلخيص المفتاح للسكاكي شرح القزويني وقطعة من دلائل الإعجاز للجرجاني.
- الأستاذ نهاد الموسى وأخذ عنه علم الصرف ودرس عليه كتابه في هذا الفن كاملا.

### 1 - منطقة الرياض
ومن أبرز شيوخه في الرياض ممن درس عليهم وحضر دروسهم أثناء وجوده فيها للدراسة في جامعة الإمام في قسم الحديث في السنة المنهجية للماجستير عام 1990م:
- الشيخ عبد العزيز بن باز ولزم درسه أثناء تلك السنة في تفسير ابن كثير من سورة المائدة والأنعام وزاد المعاد في وصف حجة النبي ﷺ وسنن النسائي من كتاب الزكاة ومقدمة فتح الباري.
- الشيخ عبد الله بن قعود ولزم درسه كل سبت وثلاثاء في مسجده في صحيح مسلم بشرح النووي وبلوغ المرام وشرحه سبل السلام ومختصر الصواعق المرسلة للموصلي والدين الخالص لصديق حسن أثناء تلك السنة.
- الشيخ أحمد معبد المحدث المصري ودرس عليه علم التخريج ودراسة الأسانيد في السنة المنهجية للماجستير بجامعة الإمام في قسم الحديث وقد أجازه برواية مروياته عن شيوخه ومنها (إتحاف الأكابر بإسناد الدفاتر) لشوكاني و (ثبت محمد الأمير الكبير) وثبت (سد الأرب) للشيخ الفاداني.
- الشيخ مسفر الدميني ودرس عليه مباحث من علوم الحديث للحافظ ابن الصلاح.
- الشيخ محمود الميرة المحدث ودرس عليه قطعة من مقدمة فتح الباري وأول الفتح.

### 2 - مكة المكرمة
ومن أبرز شيوخه الذين درس عليهم بمكة المكرمة خاصة في قسم الكتاب والسنة بكلية الشريعة وأصول الدين بجامعة أم القرى سنة 1992م:
- الشيخ الأصولي محمد الخضر الشنقيطي ودرس عليه الإتقان في علوم القرآن للسيوطي ومباحث العام والخاص والمطلق والمقيد من مذكرة الأصول للعلامة محمد الأمين الشنقيطي وهو شيخ محمد الخضر وابن عمه.
- الشيخ المحدث أحمد محمد نور سيف ودرس عليه تدريب الراوي للسيوطي ومباحث من شرح علل الترمذي للحافظ ابن رجب.
- الشيخ المحدث عبد العزيز العثيم وقد درس عليه علم تخريج الحديث ودراسة الأسانيد.
- الشيخ عبد الستار فتح الله والشيخ محمد القاسم ودرس عليهما مباحث في علم التفسير.
- الشيخ المحدث اليمني نزيل مكة أحمد بن محمد بن جبران وقد قرأ عليه المسلسل بالأولية وأجازه سنة 1415هـ بأن يروي عنه كل ما يرويه عن شيوخه من أهل اليمن والحجاز ومصر والمغرب والشام بالإثبات المشهورة ومنهم قاضي مكة المكرمة الشيخ حسن بن محمد المشاط والمحدث محمد نور سيف هلال والشيخ محمد بخيت المطيعي والشيخ محمود عبد الدايم والشيخ حسين محمد مخلوف والشيخ صالح الحوراني والشيخ السيد عبد الله بن صديق الغماري الحسني وأخوه المحدث السيد عبد العزيز بن صديق الغماري والشيخ السيد عبد الرحمن حسن الأهدل والسيد محمد حسن هند الأهدل والسيد حسين بن محمد الزواك وغيرهم من علماء الأمصار من آل البيت وغيرهم.
- الشيخ المحدث محمد بن عبد الله بن الشيخ محمد الشنقيطي وقد أجازه برواية ثبت (إتحاف الأكابر بإسناد الدفاتر) للشوكاني وثبت (الأوائل السنبلية).

### 3 - القصيم
ومن شيوخه الذين حضر دروسهم أو قرأ عليهم من علماء القصيم:
- الشيخ محمد بن صالح العثيمين وقد حضر دروسه خاصة في العطل الصيفية منذ سنة 1986م إلى سنة 1996م ومن تلك الدروس شرح الزاد في الفقه الحنبلي من أبواب مفرقة وقطعة من مختصر التحرير في أصول الفقه الحنبلي وشرح الورقات للجويني في أصول الفقه وقطعة من قواعد ابن رجب الحنبلي والرحبية في الفرائض والفرائض من الزاد ودروس في صحيح البخاري وقطعة من شرح الأربعين النووية وتفسير ابن كثير ودرسه في شرح كتابه في أصول التفسير كاملا وقطعة من شرح نظم السفاريني في العقيدة.
- الشيخ عبد الله بن صالح الفالح النحوي وقرأ عليه منظومة شيخه السعدي في القواعد الفقهية وقطعة من شرح السعدي على كتاب التوحيد.
- الشيخ محمد بن منصور من علماء مدينة بريدة وقد حضر دروسه حين زار الكويت سنة 1996م حيث قرأ عليه جماعة من طلبة العلم كتاب العقيدة الواسطية لشيخ الإسلام ابن تيمية كاملا قراءة تقرير وكتاب الثلاثة الأصول كاملا قراءة تقرير وقطعة من صحيح مسلم.

### في إنجلترا
ومن شيوخه الذين قرأ عليهم في إنجلترا:
- الشيخ الأديب اللغوي المفسر يوسف الحبر نور الدايم السوداني وقد قرأ عليه مختارات من المفضليات للضبي ومختارات من ديوان المتنبي حين زار الشيخ الحبر مدينة برمنغهام.
- الشيخ الفقيه الفرضي علي بن سالم بن بكير الشافعي اليماني وقرأ عليه الرحبية في علم الفرائض ومنظومته في الفرائض (السعي الحثيث إلى فقه المواريث).

وغيرهم من الشيوخ والأساتذة الذين درس عليهم واستفاد منهم في الجامعات العلمية في كلية الشريعة في جامعة الكويت وجامعة الإمام في الرياض وجامعة أم القرى بمكة المكرمة وكان لهم عليه فضل التعليم وله بذلك شرف التعلم منهم والأخذ عنهم.

## مؤلفاته[2]
- (1) الخلافة.. أحكامها وأيامها
- (2) الحرية أو الطوفان دراسة موضوعية للخطاب السياسي الإسلامي ومراحله التاريخية طبع المؤسسة العربية للدراسات والنشر.
- (3) تحرير الإنسان وتجريد الطغيان دراسة في أصول الخطاب السياسي القرآني والنبوي والراشدي.
- (4) مختصر تحرير الإنسان.
- (5) أهل السنة والجماعة الأصول العقائدية والمشكلات السياسية دراسة تحليلية ورؤية مستقبلية.
- (6) نحو وعي سياسي راشد.
- (7) الفرقان بين حقائق الإيمان وأباطيل الشرك والطغيان.
- (8) صوارم الأقلام في نقض الشبه والأوهام.
- (9) (السنن النبوية في الأحكام السياسية) ومعه (السنن الواردة في السياسة الراشدة) جزء حديثي.
- (10) مختصر السنن النبوية في الأحكام السياسية جزء حديثي.
- (11) الأصول الشرعية في الأحكام السياسية مختصر حديثي جعله على أربعة فصول، في أربعين بابا، تضم عامة أصول القرآن والسنة في باب الإمامة وسياسة الأمة.
- (12) معالم التوحيد تحت الطبع.
- (13) مختصر الكلام عن الدولة والخلافة في الإسلام.
- (14) نظرات قرآنية.
- (15) الإعلام بأحكام الجهاد ونوازله في الشام.
- (16) الحرية وأزمة الهوية في الخليج والجزيرة العربية.
- (17) عبيد بلا أغلال مختصر الحرية وأزمة الهوية في الخليج والجزيرة العربية.
- (18) الدويلات الصليبية في الخليج والجزيرة العربية كتاب موسوعي وثائقي.
- (19) أسطورة الثورة.. قصة الثورة العربية الخلاقة، إرهاصاتها.. فلسفتها.. غاياتها...
- (20) الاختلاف على الراوي وأثره على الروايات والرواة مع دراسة تطبيقية وهو تحت الطبع في ثلاث مجلدات في علم علل الحديث.
- (21) تاريخ تدوين السنة النبوية وشبهات المستشرقين طبع جامعة الكويت.
- (22) جناية أوزون.. عندما يتحدث الجنون!.
- (23) شهيد الهجرتين... وفقيد الغربتين... خواطر عن حياة الشيخ المجاهد الشهيد -بإذن الله- أبي عبد الله محمد المفرح.
- (24) روائع المتون وبدائع الفنون وهي ألفية في خمس منظومات علمية هي:

(السعي الحثيث إلى فقه المواريث) في علم الفرائض
و (الوصول إلى علم الأصول) في علم أصول الفقه
و (الإبريز في نظم الوجيز) في علم القواعد الفقهية
و (العذب القراح في علم الاصطلاح) في مصطلح الحديث
و (رائعة الابتدا في الجمع بين الأجرومية وقطر الندى) في علم النحو.
- (25) رسالة (مَعْذِرَةً إِلَىٰ رَبِّكُمْ وَلَعَلَّهُمْ يَتَّقُونَ).. رسالة في حرمة المساجد في السلم والحرب.
- (26) جامع الهدي النبوي أمهات الأحاديث النبوية الصحيحة في هدي النبي ﷺ وجوامع كلمه وهداياته.

## الأبحاث[3]

### حديثية وفقهية وعقدية
- صحيفة المدينة بين الاتصال والإرسال.
- الإسعاد في نقد أحاديث الخضاب بالسواد بحث محكم منشور في مجلة كلية الشريعة بجامعة الكويت.
- ابن جرير الطبري ومنهجه في نقد الآثار بحث محكم منشور في مجلة الشريعة والقانون بجامعة القاهرة.
- أثر فيه نظر دراسة نقدية حديثية تفسيرية لحديث (إن يأجوج يحفرون السد) منشور في مجلة المشكاة العدد الأول والثالث على جزأين.
- العجلي ودرجة توثيقه بحث محكم تحت الطبع.
- دراسة نقدية حديثية لحديث (الرعد ملك) بحث محكم تحت الطبع.
- دراسة نقدية حديثية لحديث الجساسة وبيان ما فيه من العلل في الإسناد والمتن تحت الطبع.
- المحافظة على الهوية الإسلامية في ضوء السنة النبوية (النهي عن التشبه بالمشركين وأهل الكتاب نموذجا).
- الإعلام بدراسة حديث (لا تبدؤوا المشركين بالسلام).
- حديث الافتراق «تفترق أمتي على ثلاث وسبعين فرقة» بين القبول والرد.
- دراسة حديثية وفقهية عن الأحاديث الواردة في الربويات الستة.
- فقه التمكين.
- تعريف الشريف بحقيقة الدين الحنيف.

### المغازي والسير
- مغازي عروة دراسة وتحليل.
- توضيح وجهة نظر الباحثين حول ما ورد من ملحوظات على بحث أخبار المغازي والسير.
- منهج أئمة الأثر في الاحتجاج بالمغازي والسير.
- المغازي والسير علماؤها وطبقاتهم.
- تسمية المهاجرين البدريين في مغازي عروة والزهري.

## التحقيقات
- أصول ينبغي تقديمها للشيخ عبد الرحمن المعلمي مطبوع.
- الطلاق الثلاث للشيخ المعلمي طبع دار أطلس بالرياض.
- البناء على القبور للشيخ المعلمي طبع دار أطلس بالرياض.
- إحكام الذريعة إلى أحكام الشريعة للحافظ السرمري تحت الطبع.
- مختصر البداية والتمام في معرفة الوثائق والأحكام للإمام ابن هارون الكناني في ثلاثة مجلدات تحت الطبع.
- الوجيز في فقه الإمام أحمد بن حنبل تحت الطبع.

## المقالات

### شرعية
- الضوابط الشرعية في معاهدات الصلح الدولية .
- حكم الغناء بالقرآن .
- ولاية المرأة أم ولاية الفقيه .
- شر الأمور المحدثات البدائع .
- الإيجاز في بيان أوجه الإعجاز .
- توحيد الفتوى .
- المفتون والمفتونون .
- بل ((تعالوا إلى كلمة سواء)) .
- المفتون والمفتونون .
- الإيضاح لما أشكل على الأستاذ الشراح .

### فكرية
- السنن الاجتماعية الإلهية في تغيير المجتمعات الإنسانية . وقد وجهت النيابة له بسببه تهمة التعرض لمسند الإمارة، بعد عشر سنوات من كتابته!.
- الحرية هي التوحيد .
- الخطاب القرآني والخطاب السلطاني .
- كشف الأستار عن شبهات الحوار .
- حوار هادئ مع الأستاذ فهمي هويدي .
- إلى الطبطبائي مع التحية .
- حوار هادئ مع د. عبد الله الفارسي .
- رد المطيري على الأنصاري .

### سياسية
- الأحكام الجنائية الشرعية والمواثيق الدولية .
- ابن باديس والغزو الثقافي.
- وحدة العمل الإسلامي .
- نعم للتعددية السياسية .
- قضية البدون والحل المشروع .
- الولايات المتحدة ونساء الخليج .

## الأشعار
- رثاء أحمد ياسين.
- بغداد عذرا.
- ملوك غير مسئوله.
- لكن شمسك يا محمود لم تغب.
- نداء الأقصى.

## اللقاءات

### لقاءات تلفزيونية
- لقاء برنامج بلا حدود على قناة الجزيرة 11/1/2005 م
- لقاء برنامج في العمق على قناة الجزيرة حول الحصار العربي على غزة على يوتيوب4\1\2010 م

### لقاءات مكتوبة
- لقاء في مجلة رؤية 11\1\2010 م
- لقاء صحيفة السياسي
- على صفحته على الفيس بوك حاكم المطيري  على فيسبوك.27\ 5\ 2010 م

## وصلات خارجية
- الموقع الرسمي